# جون كرافر
جون كرافر (بالإنجليزية: John Carver)‏ (16 يناير 1965 بنيوكاسل أبون تاين في المملكة المتحدة - ) هو مدرب كرة قدم ولاعب كرة قدم بريطاني في مركز الدفاع. لعب مع كارديف سيتي ونيوكاسل يونايتد ونادي غيتزهد.

## وصلات خارجية
- جون كرافر على موقع قاعدة بيانات كرة القدم.إي يو (الإنجليزية)
- جون كرافر على موقع Soccerbase.com (لاعب) (الإنجليزية)
- جون كرافر على موقع Soccerbase.com (مدرب) (الإنجليزية)
- جون كرافر على موقع عالم كرة القدم.نت (الإنجليزية)